# Lysandros Geōrgamlīs
Lysandros Geōrgamlīs (in greco: Λύσανδρος Γεωργαμλής; Atene, 25 febbraio 1962) è un allenatore di calcio ed ex calciatore greco, di ruolo difensore.

## Palmarès

### Giocatore

#### Competizioni nazionali
- Campionato greco: 3

Panathīnaïkos: 1985-1986, 1989-1990, 1990-1991
- Coppa di Grecia: 5

AEK Atene: 1982-1983
Panathīnaïkos: 1985-1986, 1987-1988, 1988-1989, 1990-1991
- Supercoppa di Grecia: 1

Panathīnaïkos: 1988